# Rugby 7 na Letnich Igrzyskach Olimpijskich 2020 – europejski turniej kwalifikacyjny mężczyzn
Europejskie kwalifikacje do olimpijskiego turnieju rugby 7 mężczyzn 2020 miały na celu wyłonienie męskiej reprezentacji narodowej w rugby 7, która wystąpi w tym turnieju jako przedstawiciel strefy Rugby Europe.
W zawodach triumfowali Anglicy, na LIO 2020 kwalifikując tym samym reprezentację Wielkiej Brytanii, prawo gry w turnieju barażowym uzyskały natomiast Francja i Irlandia.

## Informacje ogólne
Zawody zostały rozegrane w dniach 13–14 lipca 2019 roku na Stade Michel-Bendichou w Colomiers. Przystąpiło do nich dwanaście reprezentacji – dziewięć zespołów z pierwszego turnieju GPS tegorocznych mistrzostw Europy, czołowa dwójka Trophy oraz triumfator Conference. Drużyny zostały podzielone na trzy czterozespołowe grupy rywalizujące w pierwszej fazie w ramach grup systemem kołowym, po czym nastąpiła faza pucharowa – czołowa ósemka awansowała do ćwierćfinałów, a pozostałe walczyły o Bowl. W fazie grupowej spotkania toczone były bez ewentualnej dogrywki, za zwycięstwo, remis i porażkę przysługiwały odpowiednio trzy, dwa i jeden punkt, brak punktów natomiast za nieprzystąpienie do meczu. W przypadku remisu w fazie pucharowej organizowana była dogrywka składająca się z dwóch pięciominutowych części, z uwzględnieniem reguły nagłej śmierci. Przystępujące do turnieju reprezentacje mogły liczyć maksymalnie dwunastu zawodników. Bezpośrednią kwalifikację na Letnie Igrzyska Olimpijskie 2020 uzyskiwał zwycięzca zawodów, dwa kolejne zespoły otrzymały natomiast prawo do występu w turnieju barażowym.
Jednodniowe bilety wyceniono na 15 euro, dwudniową wejściówkę natomiast na 25 euro.

## Faza grupowa

### Grupa A
| 13 lipca 201913:28 | Portugalia | 12:19 | Włochy | Stade Michel-Bendichou, Colomiers Sędzia: Jérémy Rozier |
| 13 lipca 201913:28 |            | 12:19 |        | Stade Michel-Bendichou, Colomiers Sędzia: Jérémy Rozier |

| 13 lipca 201913:49 | Francja | 42:0 | Węgry | Stade Michel-Bendichou, Colomiers Sędzia: Iñigo Atorrasagasti |
| 13 lipca 201913:49 |         | 42:0 |       | Stade Michel-Bendichou, Colomiers Sędzia: Iñigo Atorrasagasti |

| 13 lipca 201916:13 | Portugalia | 47:0 | Węgry | Stade Michel-Bendichou, Colomiers Sędzia: Richard Haughton |
| 13 lipca 201916:13 |            | 47:0 |       | Stade Michel-Bendichou, Colomiers Sędzia: Richard Haughton |

| 13 lipca 201916:35 | Francja | 34:10 | Włochy | Stade Michel-Bendichou, Colomiers Sędzia: Sam Grove-White |
| 13 lipca 201916:35 |         | 34:10 |        | Stade Michel-Bendichou, Colomiers Sędzia: Sam Grove-White |

| 13 lipca 201918:58 | Włochy | 34:0 | Węgry | Stade Michel-Bendichou, Colomiers Sędzia: Paulo Duarte |
| 13 lipca 201918:58 |        | 34:0 |       | Stade Michel-Bendichou, Colomiers Sędzia: Paulo Duarte |

| 13 lipca 201919:20 | Francja | 10:5 | Portugalia | Stade Michel-Bendichou, Colomiers Sędzia: Craig Evans |
| 13 lipca 201919:20 |         | 10:5 |            | Stade Michel-Bendichou, Colomiers Sędzia: Craig Evans |

### Grupa B
| 13 lipca 201912:44 | Irlandia | 41:0 | Ukraina | Stade Michel-Bendichou, Colomiers Sędzia: Craig Evans |
| 13 lipca 201912:44 |          | 41:0 |         | Stade Michel-Bendichou, Colomiers Sędzia: Craig Evans |

| 13 lipca 201913:06 | Hiszpania | 47:0 | Rosja | Stade Michel-Bendichou, Colomiers Sędzia: Richard Haughton |
| 13 lipca 201913:06 |           | 47:0 |       | Stade Michel-Bendichou, Colomiers Sędzia: Richard Haughton |

| 13 lipca 201915:29 | Irlandia | 52:14 | Rosja | Stade Michel-Bendichou, Colomiers Sędzia: Paulo Duarte |
| 13 lipca 201915:29 |          | 52:14 |       | Stade Michel-Bendichou, Colomiers Sędzia: Paulo Duarte |

| 13 lipca 201915:51 | Hiszpania | 40:5 | Ukraina | Stade Michel-Bendichou, Colomiers Sędzia: Jérémy Rozier |
| 13 lipca 201915:51 |           | 40:5 |         | Stade Michel-Bendichou, Colomiers Sędzia: Jérémy Rozier |

| 13 lipca 201918:14 | Rosja | 40:7 | Ukraina | Stade Michel-Bendichou, Colomiers Sędzia: Iñigo Atorrasagasti |
| 13 lipca 201918:14 |       | 40:7 |         | Stade Michel-Bendichou, Colomiers Sędzia: Iñigo Atorrasagasti |

| 13 lipca 201918:36 | Irlandia | 17:17 | Hiszpania | Stade Michel-Bendichou, Colomiers Sędzia: Sam Grove-White |
| 13 lipca 201918:36 |          | 17:17 |           | Stade Michel-Bendichou, Colomiers Sędzia: Sam Grove-White |

### Grupa C
| 13 lipca 201912:00 | Anglia | 40:0 | Litwa | Stade Michel-Bendichou, Colomiers Sędzia: Paulo Duarte |
| 13 lipca 201912:00 |        | 40:0 |       | Stade Michel-Bendichou, Colomiers Sędzia: Paulo Duarte |

| 13 lipca 201912:22 | Niemcy | 33:7 | Gruzja | Stade Michel-Bendichou, Colomiers Sędzia: Sam Grove-White |
| 13 lipca 201912:22 |        | 33:7 |        | Stade Michel-Bendichou, Colomiers Sędzia: Sam Grove-White |

| 13 lipca 201914:45 | Anglia | 24:7 | Gruzja | Stade Michel-Bendichou, Colomiers Sędzia: Iñigo Atorrasagasti |
| 13 lipca 201914:45 |        | 24:7 |        | Stade Michel-Bendichou, Colomiers Sędzia: Iñigo Atorrasagasti |

| 13 lipca 201915:07 | Niemcy | 24:19 | Litwa | Stade Michel-Bendichou, Colomiers Sędzia: Craig Evans |
| 13 lipca 201915:07 |        | 24:19 |       | Stade Michel-Bendichou, Colomiers Sędzia: Craig Evans |

| 13 lipca 201917:30 | Gruzja | 38:0 | Litwa | Stade Michel-Bendichou, Colomiers Sędzia: Richard Haughton |
| 13 lipca 201917:30 |        | 38:0 |       | Stade Michel-Bendichou, Colomiers Sędzia: Richard Haughton |

| 13 lipca 201917:52 | Anglia | 33:7 | Niemcy | Stade Michel-Bendichou, Colomiers Sędzia: Jérémy Rozier |
| 13 lipca 201917:52 |        | 33:7 |        | Stade Michel-Bendichou, Colomiers Sędzia: Jérémy Rozier |

## Faza pucharowa

### Cup + Plate
|  |               |              |               |               |    |            |               |               |                   |                   |                   |       |       |
|  | Ćwierćfinały  | Ćwierćfinały | Ćwierćfinały  |               |    | Półfinały  | Półfinały     | Półfinały     |                   |                   | Finał             | Finał | Finał |
|  | Ćwierćfinały  | Ćwierćfinały | Ćwierćfinały  |               |    | Półfinały  | Półfinały     | Półfinały     |                   |                   | Finał             | Finał | Finał |
|  | 14 lipca 2019 |              |               |               |    |            |               |               |                   |                   |                   |       |       |
|  |               |              |               |               |    |            |               |               |                   |                   |                   |       |       |
|  | Francja       | Francja      | 28            |               |    |            |               |               |                   |                   |                   |       |       |
|  | Francja       | Francja      | 28            | 14 lipca 2019 |    |            |               |               |                   |                   |                   |       |       |
|  | Gruzja        | Gruzja       | 0             |               |    |            |               |               |                   |                   |                   |       |       |
|  | Gruzja        | Gruzja       | 0             |               |    | Francja    | Francja       | 19            |                   |                   |                   |       |       |
|  | 14 lipca 2019 |              |               |               |    | Francja    | Francja       | 19            |                   |                   |                   |       |       |
|  |               |              | Irlandia      | Irlandia      | 12 |            |               |               |                   |                   |                   |       |       |
|  | Irlandia      | Irlandia     | Irlandia      | Irlandia      | 12 | 21         |               |               |                   |                   |                   |       |       |
|  | Irlandia      | Irlandia     |               |               |    | 21         | 14 lipca 2019 |               |                   |                   |                   |       |       |
|  | Niemcy        | Niemcy       | 0             |               |    |            |               |               |                   |                   |                   |       |       |
|  | Niemcy        | Niemcy       | 0             |               |    | Francja    | Francja       | 7             |                   |                   |                   |       |       |
|  | 14 lipca 2019 |              |               |               |    | Francja    | Francja       | 7             |                   |                   |                   |       |       |
|  |               |              | Anglia        | Anglia        | 31 |            |               |               |                   |                   |                   |       |       |
|  | Hiszpania     | Hiszpania    | Anglia        | Anglia        | 31 | 5          |               |               |                   |                   |                   |       |       |
|  | Hiszpania     | Hiszpania    | 14 lipca 2019 |               |    | 5          |               |               |                   |                   |                   |       |       |
|  | Portugalia    | Portugalia   | 14            |               |    |            |               |               |                   |                   |                   |       |       |
|  | Portugalia    | Portugalia   | 14            |               |    | Portugalia | Portugalia    | 12            | Mecz o 3. miejsce | Mecz o 3. miejsce | Mecz o 3. miejsce |       |       |
|  | 14 lipca 2019 |              |               |               |    | Portugalia | Portugalia    | 12            | Mecz o 3. miejsce | Mecz o 3. miejsce | Mecz o 3. miejsce |       |       |
|  |               |              | Anglia        | Anglia        | 29 |            |               | 14 lipca 2019 | 14 lipca 2019     | 14 lipca 2019     |                   |       |       |
|  | Anglia        | Anglia       | Anglia        | Anglia        | 29 | 35         |               | 14 lipca 2019 | 14 lipca 2019     | 14 lipca 2019     |                   |       |       |
|  | Anglia        | Anglia       |               |               |    |            |               | Irlandia      | Irlandia          | 26                |                   |       |       |
|  | Włochy        | Włochy       | 0             |               |    |            |               |               | Irlandia          | 26                |                   |       |       |
|  | Włochy        | Włochy       | 0             |               |    |            |               | Portugalia    | Portugalia        | 12                |                   |       |       |
|  |               |              |               |               |    |            |               |               | Portugalia        | 12                |                   |       |       |

| 14 lipca 201910:56 | Francja | 28:0 | Gruzja | Stade Michel-Bendichou, Colomiers Sędzia: Richard Haughton |
| 14 lipca 201910:56 |         | 28:0 |        | Stade Michel-Bendichou, Colomiers Sędzia: Richard Haughton |

| 14 lipca 201912:06 | Irlandia | 21:0 | Niemcy | Stade Michel-Bendichou, Colomiers Sędzia: Paulo Duarte |
| 14 lipca 201912:06 |          | 21:0 |        | Stade Michel-Bendichou, Colomiers Sędzia: Paulo Duarte |

| 14 lipca 201911:22 | Hiszpania | 5:14 | Portugalia | Stade Michel-Bendichou, Colomiers Sędzia: Sam Grove-White |
| 14 lipca 201911:22 |           | 5:14 |            | Stade Michel-Bendichou, Colomiers Sędzia: Sam Grove-White |

| 14 lipca 201911:44 | Anglia | 35:0 | Włochy | Stade Michel-Bendichou, Colomiers Sędzia: Jérémy Rozier |
| 14 lipca 201911:44 |        | 35:0 |        | Stade Michel-Bendichou, Colomiers Sędzia: Jérémy Rozier |

| 14 lipca 201914:59 | Francja | 19:12 | Irlandia | Stade Michel-Bendichou, Colomiers Sędzia: Craig Evans |
| 14 lipca 201914:59 |         | 19:12 |          | Stade Michel-Bendichou, Colomiers Sędzia: Craig Evans |

| 14 lipca 201915:21 | Portugalia | 12:29 | Anglia | Stade Michel-Bendichou, Colomiers Sędzia: Jérémy Rozier |
| 14 lipca 201915:21 |            | 12:29 |        | Stade Michel-Bendichou, Colomiers Sędzia: Jérémy Rozier |

| 14 lipca 201918:11 | Francja | 7:31 | Anglia | Stade Michel-Bendichou, Colomiers Sędzia: Paulo Duarte |
| 14 lipca 201918:11 |         | 7:31 |        | Stade Michel-Bendichou, Colomiers Sędzia: Paulo Duarte |

| 14 lipca 201917:46 | Irlandia | 26:12 | Portugalia | Stade Michel-Bendichou, Colomiers Sędzia: Sam Grove-White |
| 14 lipca 201917:46 |          | 26:12 |            | Stade Michel-Bendichou, Colomiers Sędzia: Sam Grove-White |

|  |               |           |           |                   |    |        |        |       |
|  | Półfinały     | Półfinały | Półfinały |                   |    | Finał  | Finał  | Finał |
|  | Półfinały     | Półfinały | Półfinały |                   |    | Finał  | Finał  | Finał |
|  | 14 lipca 2019 |           |           |                   |    |        |        |       |
|  |               |           |           |                   |    |        |        |       |
|  | Gruzja        | Gruzja    | 0         |                   |    |        |        |       |
|  | Gruzja        | Gruzja    | 0         | 14 lipca 2019     |    |        |        |       |
|  | Niemcy        | Niemcy    | 19        |                   |    |        |        |       |
|  | Niemcy        | Niemcy    | 19        |                   |    | Niemcy | Niemcy | 19    |
|  | 14 lipca 2019 |           |           |                   |    | Niemcy | Niemcy | 19    |
|  |               |           | Hiszpania | Hiszpania         | 21 |        |        |       |
|  | Hiszpania     | Hiszpania | Hiszpania | Hiszpania         | 21 | 47     |        |       |
|  | Hiszpania     | Hiszpania |           |                   |    |        |        |       |
|  | Włochy        | Włochy    | 7         |                   |    |        |        |       |
|  | Włochy        | Włochy    | 7         | Mecz o 3. miejsce |    |        |        |       |
|  |               |           |           |                   |    |        |        |       |
|  | 14 lipca 2019 |           |           |                   |    |        |        |       |
|  |               |           |           |                   |    |        |        |       |
|  | Gruzja        | Gruzja    | 19        |                   |    |        |        |       |
|  | Gruzja        | Gruzja    | 19        |                   |    |        |        |       |
|  | Włochy        | Włochy    | 21        |                   |    |        |        |       |
|  | Włochy        | Włochy    | 21        |                   |    |        |        |       |

| 14 lipca 201914:15 | Gruzja | 0:19 | Niemcy | Stade Michel-Bendichou, Colomiers Sędzia: Paulo Duarte |
| 14 lipca 201914:15 |        | 0:19 |        | Stade Michel-Bendichou, Colomiers Sędzia: Paulo Duarte |

| 14 lipca 201914:37 | Hiszpania | 47:7 | Włochy | Stade Michel-Bendichou, Colomiers Sędzia: Richard Haughton |
| 14 lipca 201914:37 |           | 47:7 |        | Stade Michel-Bendichou, Colomiers Sędzia: Richard Haughton |

| 14 lipca 201917:24 | Niemcy | 19:21 | Hiszpania | Stade Michel-Bendichou, Colomiers Sędzia: Jérémy Rozier |
| 14 lipca 201917:24 |        | 19:21 |           | Stade Michel-Bendichou, Colomiers Sędzia: Jérémy Rozier |

| 14 lipca 201917:02 | Gruzja | 19:21 | Włochy | Stade Michel-Bendichou, Colomiers Sędzia: Iñigo Atorrasagasti |
| 14 lipca 201917:02 |        | 19:21 |        | Stade Michel-Bendichou, Colomiers Sędzia: Iñigo Atorrasagasti |

### Bowl
|  |               |           |           |                   |    |       |       |       |
|  | Półfinały     | Półfinały | Półfinały |                   |    | Finał | Finał | Finał |
|  | Półfinały     | Półfinały | Półfinały |                   |    | Finał | Finał | Finał |
|  | 14 lipca 2019 |           |           |                   |    |       |       |       |
|  |               |           |           |                   |    |       |       |       |
|  | Rosja         | Rosja     | 31        |                   |    |       |       |       |
|  | Rosja         | Rosja     | 31        | 14 lipca 2019     |    |       |       |       |
|  | Węgry         | Węgry     | 5         |                   |    |       |       |       |
|  | Węgry         | Węgry     | 5         |                   |    | Rosja | Rosja | 29    |
|  | 14 lipca 2019 |           |           |                   |    | Rosja | Rosja | 29    |
|  |               |           | Litwa     | Litwa             | 24 |       |       |       |
|  | Litwa         | Litwa     | Litwa     | Litwa             | 24 | 14    |       |       |
|  | Litwa         | Litwa     |           |                   |    |       |       |       |
|  | Ukraina       | Ukraina   | 0         |                   |    |       |       |       |
|  | Ukraina       | Ukraina   | 0         | Mecz o 3. miejsce |    |       |       |       |
|  |               |           |           |                   |    |       |       |       |
|  | 14 lipca 2019 |           |           |                   |    |       |       |       |
|  |               |           |           |                   |    |       |       |       |
|  | Węgry         | Węgry     | 12        |                   |    |       |       |       |
|  | Węgry         | Węgry     | 12        |                   |    |       |       |       |
|  | Ukraina       | Ukraina   | 29        |                   |    |       |       |       |
|  | Ukraina       | Ukraina   | 29        |                   |    |       |       |       |

| 14 lipca 201912:28 | Rosja | 31:5 | Węgry | Stade Michel-Bendichou, Colomiers Sędzia: Craig Evans |
| 14 lipca 201912:28 |       | 31:5 |       | Stade Michel-Bendichou, Colomiers Sędzia: Craig Evans |

| 14 lipca 201912:50 | Litwa | 14:0 | Ukraina | Stade Michel-Bendichou, Colomiers Sędzia: Iñigo Atorrasagasti |
| 14 lipca 201912:50 |       | 14:0 |         | Stade Michel-Bendichou, Colomiers Sędzia: Iñigo Atorrasagasti |

| 14 lipca 201916:05 | Rosja | 29:24 | Litwa | Stade Michel-Bendichou, Colomiers Sędzia: Richard Haughton |
| 14 lipca 201916:05 |       | 29:24 |       | Stade Michel-Bendichou, Colomiers Sędzia: Richard Haughton |

| 14 lipca 201915:43 | Węgry | 12:29 | Ukraina | Stade Michel-Bendichou, Colomiers Sędzia: Pierre Brousset |
| 14 lipca 201915:43 |       | 12:29 |         | Stade Michel-Bendichou, Colomiers Sędzia: Pierre Brousset |

## Klasyfikacja końcowa
| Miejsce | Reprezentacja | Uwagi                       |
| ------- | ------------- | --------------------------- |
| 1       | Anglia        | awans na: LIO 2020          |
| 2       | Francja       | awans do: baraży o LIO 2020 |
| 3       | Irlandia      | awans do: baraży o LIO 2020 |
| 4       | Portugalia    | -                           |
| 5       | Hiszpania     | -                           |
| 6       | Niemcy        | -                           |
| 7       | Włochy        | -                           |
| 8       | Gruzja        | -                           |
| 9       | Rosja         | -                           |
| 10      | Litwa         | -                           |
| 11      | Ukraina       | -                           |
| 12      | Węgry         | -                           |